# Тукан, Борис Петрович
Борис Петрович Тукан (1 августа 1923, Комрат, уезд Тигина, Бессарабия — 1 марта 2012, Иерусалим, Израиль) — молдавский и израильский тюрколог-гагаузовед, диалектолог, лексикограф, переводчик.

## Биография
Борис Тукан родился в Комрате (теперь столица Гагаузской автономии на юге Молдавии) в 1923 году. После Великой Отечественной войны поселился в Кишинёве. Окончил аспирантуру при секторе тюркологии Института языкознания Академии наук СССР. В 1965 году защитил диссертацию на соискание учёной степени кандидата филологических наук по теме «Вулканештский диалект гагаузского языка». Неопубликованная до сих пор отдельной монографией, эта работа тем не менее положила начало гагаузской диалектологии, представив первое подробное лингвистическое описание одного из двух диалектов современного гагаузского языка. Был одним из составителей первого (и самого крупного по сегодняшний день) гагаузско-русско-молдавского словаря (1973). Участвовал также в составлении нескольких словарей молдавского языка, создании учебников гагаузского языка для начальной школы, под его редакцией вышли поэтические сборники гагаузских литераторов Дмитрия Кара-Чобана (1933—1986) и Диониса Танасоглу (1922—2006). Совместно с романистом Р. Я. Удлером исследовал гагаузско-молдавские языковые контакты. Занимался фольклористикой, редактированием гагаузской художественной литературы, издаваемой издательством «Советский писатель».
В 1973 году Тукан с семьёй подали заявление на выезд в Израиль и находились в отказе до 1974 г. В это время Тукан был уволен из Института языка и литературы Академии наук МССР и зарабатывал на жизнь случайными редакторскими и корректорскими подработками через подставных лиц. В 1974 г. переехал в Израиль и поселился в Иерусалиме. Занимался компаративными исследованиями хазарских источников и современного караимского языка, а также фольклором и языком крымчаков в Институте Бен-Цви при Еврейском университете (в сотрудничестве с проф. Вольфом Московичем).
В 1980—1990-e годы Борис Тукан сконцентрировался на переводах отдельных книг Библии на гагаузский язык. В 1997 году под эгидой Института перевода Библии вышел его совместный с Степаном Байрактаром перевод на гагаузский язык Евангелия от Луки. В 2003 году, к 80-летию филолога в Кишинёве был опубликован выполненный им первый полный перевод Нового Завета на гагаузский язык, изданный в современной латинской графике (принятой в 1993 году и окончательно утверждённой в 1996 году) и согласно новым правилам орфографии 1995 года (см. фоторепортаж и описание здесь Архивная копия от 28 июля 2019 на Wayback Machine).